# Мёртв для меня
«Прощай навсегда» (оригинальное название — «Мёртв для меня») (англ. Dead to Me) — американский комедийно-драматический телесериал, созданный Лиз Фельдман. Премьера шоу состоялась 3 мая 2019 года на Netflix. Главные роли в сериале исполняют Кристина Эпплгейт, Линда Карделлини, Джеймс Марсден, Макс Дженкинс, Сэм Маккарти и Люк Росслер.
Шоу получило положительные отзывы критиков. Кристина Эпплгейт за свою роль выдвигалась на премии «Золотой глобус» и «Эмми». В июне 2019 года сериал был продлён на второй сезон, премьера которого состоялась 8 мая 2020 года.
6 июля 2020 года сериал официально продлили на третий сезон. Третий сезон сериала стал финальным. Премьера состоялась в 2022 году на Netflix.

## Сюжет
Вдова Джен (Кристина Эпплгейт) решает заняться расследованием смерти своего мужа, погибшего в результате наезда машины. В группе поддержки она встречает Джуди (Линда Карделлини), с которой заводит дружбу.

## Актёрский состав

### Основной состав
- Кристина Эпплгейт — Джен Хардинг, риэлтор, чей муж Тед был сбит насмерть
- Линда Карделлини — Джуди Хейл, женщина, которую Джен встречает в группе поддержки
- Джеймс Марсден — Стив Вуд (1 сезон), бывший жених Джуди и адвокат
- Макс Дженкинс — Кристофер Дойл, друг и партнёр Джен по бизнесу
- Сэм Маккарти — Чарли Хардинг, старший сын Джен
- Люк Росслер — Генри Хардинг, младший сын Джен

### Второстепенный состав
- Сьюзи Накамура — Карен
- Диана-Мария Рива — Ана Перес
- Эд Аснер — Эйб Рифкин (1 сезон)
- Кеонг Сим — Пастор Уэйн
- Тельма Хопкинс — Йоланда
- Лили Найт — Линда
- Блэр Беекен — Уэнди
- Эдвард Фордем-младший — Кайл
- Челси Спэк — Хайди
- Брэндон Скотт — Ник Прейгер
- Валери Махаффей — Лорна Хардинг
- Натали Моралес — Мишель (2 сезон)

## Сезоны
| Сезон | Сезон | Эпизоды | Оригинальная дата показа | Оригинальная дата показа |
| Сезон | Сезон | Эпизоды | Премьера сезона          | Финал сезона             |
| ----- | ----- | ------- | ------------------------ | ------------------------ |
|       | 1     | 10      | 3 мая 2019               | 3 мая 2019               |
|       | 2     | 10      | 8 мая 2020               | 8 мая 2020               |
|       | 3     | 10      | 17 ноября 2022           | 17 ноября 2022           |

### Сезон 1 (2019)
| № общий | № в сезоне | Название              | Режиссёр       | Автор сценария             | Дата премьеры |
| --- | ---------- | --------------------- | -------------- | -------------------------- | ------------- |
| 1 | 1          | «Pilot»               | Эми Йорк Рубин | Лиз Фельдман               | 3 мая 2019    |
| Джен оплакивает смерть своего мужа Теда, который был убит наездником. Она присоединяется к группе поддержки скорби. Там она встречает Джуди, оплакивающую смерть своего жениха Стива. Они становятся близкими друзьями. Один из способов, с помощью которых Джен справляется со своим горем, - это исследовать любую машину, которую она видит, которая выглядит так, как будто она могла быть причастна к наезду. Джен обнаруживает, что Джуди лгала и что Стив жив и здоров. Джуди извиняется и объясняет, что ее горе на самом деле связано с ее выкидышами, которые она винит в провале своих отношений со Стивом. В конце концов, выясняется, что Джуди владеет автомобилем, поврежденным в результате наезда. |            |                       |                |                            |               |
| 2 | 2          | «Maybe I'm Crazy»     | Эми Йорк Рубин | Лиз Фельдман               | 3 мая 2019    |
| Джен работает со Стивом, чтобы продать его дом. Джуди преследует Стива. Стив узнает, что Джуди переехала в гостевой дом Джен, и предупреждает Джен, что за Джуди тянется хаос. Он подает запретительный судебный приказ против Джуди. У Джуди есть воспоминания о том, как она сбила кого-то своей машиной. Стив был пассажиром в машине. Джен вандализирует машину, которая мчалась по ее району. |            |                       |                |                            |               |
| 3 | 3          | «It's All My Fault»   | Эйб Сильвия    | Энтони Кинг                | 3 мая 2019    |
| Джен занимается подготовкой к предстоящему дню рождения Теда. Она сталкивается с нарциссической матерью Теда Лорной. Джуди рассказывает Стиву, что Джен - жена человека, которого они убили из машины. Стив заставляет Джуди молчать о том, что произошло. У Джуди усиливается чувство вины. Воспоминания показывают, что Джуди была на похоронах Теда и наблюдала за ними издалека. Полиция пришла допросить Джен о вандализме. Джуди признается, что сделала это, чтобы защитить Джен и наказать себя. Стив спасает Джуди из тюрьмы и напоминает ей не признаваться в убийстве Теда. Они примиряются. Джен входит в ноутбук Теда и начинает получать сообщения от "bambi88", с которым у Теда, по-видимому, был роман. |            |                       |                |                            |               |
| 4 | 4          | «I Can't Go Back»     | Эйб Сильвия    | Кейт Робин                 | 3 мая 2019    |
| Стив пытается убедить Джуди вернуться к нему и пережить убийство Теда. Джуди выслеживает "bambi88", которая оказывается официанткой, имя которой на самом деле Бэмби. Джен и Джуди договариваются о встрече с ней там, где она работает. Джуди противостоит Бэмби с новостью о том, что Тед мертв, и узнает, что Тед сказал Бэмби, что его жена умерла. В гневе Джен говорит, что рада смерти Теда. Воспоминания показывают, что Джуди хотела вернуться и помочь Теду после аварии, но Стив остановил ее. |            |                       |                |                            |               |
| 5 | 5          | «I've Gotta Get Away» | Минки Спиро    | Эйб Сильвия                | 3 мая 2019    |
| Джен и Джуди посещают «ретрит скорби» в Палм-Спрингс, но в основном относятся к нему как к отпуску. Джен пьет и много флиртует с Джейсоном, недавно вдовцом. Они ложатся спать, но он все еще не забыл жену, и все идет плохо. Тем временем Джуди встречает Ника, полицейского детектива. Она знакомит его с Джен, которая спрашивает, решал ли он когда-нибудь наезд. Он отвечает «да». |            |                       |                |                            |               |
| 6 | 6          | «Oh My God»           | Минки Спиро    | Нжери Браун                | 3 мая 2019    |
| Ник встречает Джен и Джуди на том месте, где был убит Тед, и предлагает поговорить об этом деле с детективом местной полиции Аной Перес. Джуди узнает, что тело Теда нашла 9-летняя девочка. Сын Джен Чарли торговал наркотиками, которые он украл из аптечки Теда. Впоследствии выясняется, что у него есть пистолет, который он украл у Лорны. Генри тоже капризничает в школе. Шенди, девушка, которая нашла тело Теда, дает Джен часть фары машины, которую она нашла на месте происшествия. Джуди возвращается в гараж, где хранится машина, намереваясь спрятать машину, но обнаруживает, что она пропала. |            |                       |                |                            |               |
| 7 | 7          | «I Can Handle It»     | Кэт Койро      | Эмма Рэтбоун               | 3 мая 2019    |
| Джен приносит часть автомобиля Пересу. Джуди идет к Стиву, чтобы узнать, что случилось с машиной. Он показывает ей разобранную машину и объясняет свой план по утилизации запчастей. Полиция идентифицирует найденную деталь как принадлежащую Мустангу 1966 года выпуска. |            |                       |                |                            |               |
| 8 | 8          | «Try to Stop Me»      | Кэт Койро      | Келли Хатчинсон            | 3 мая 2019    |
| Джен, Джуди и Ник начинают посещать дома зарегистрированных владельцев Мустангов 1966 года, вызывая у Джуди панику. Подозревая, что она беременна, Джуди идет к Стиву и обнаруживает, что у него новые отношения. Она уезжает, не сказав ему, что полиция опознала машину. Позже врач Джуди подтверждает, что она не беременна и, возможно, у нее ранняя менопауза. Ник обнаруживает, что картинная галерея Стива и Джуди находится в списке владельцев Мустанга. |            |                       |                |                            |               |
| 9 | 9          | «I Have to Be Honest» | Гита Патель    | Ребекка Аддельман          | 3 мая 2019    |
| Ник посещает художественную галерею и встречает Стива. Он спрашивает Стива о машине, но Стив отрицает, что ничего о ней не знает. Проблемы с деньгами вынуждают Джен просить Лорну о работе. Перес отвергает теории Ника. Джуди идет к Пересу и сдает Стива за отмывание денег. Выясняется, что Джен и Тед поссорились в ночь его смерти, и она винит себя в его смерти. Джуди признается в убийстве Теда, и Джен говорит ей умереть. Собирая улики из шкафчика хранения Стива, Перес замечает разлив моторного масла. Тем временем Джен достает пистолет Теда из его сейфа. |            |                       |                |                            |               |
| 10 | 10         | «You Have to Go»      | Гита Патель    | Лиз Фельдман и Эйб Сильвия | 3 мая 2019    |
| Джен убирает в гостевом доме, избавляясь от имущества Джуди. Джен устанавливает систему безопасности в доме и начинает носить пистолет Теда, который она взяла из сейфа в гостевом доме. Джен приносит признание Джуди Перес, которая не будет продолжать, поскольку это помешает их расследованию связанное со Стивом. Джен встречает Джуди, которая предлагает сдаться, чтобы загладить вину. Джен угрожает убить ее, если она когда-нибудь снова увидит Джуди. Джуди опустошает свой совместный со Стивом банковский счет и отдает все эти деньги Джен, пряча кассовый чек в подарок для Генри. Стив приходит в дом Джен в поисках Джуди. Он признает, что находился в машине, когда был убит Тед. Они спорят, и Джен достает пистолет, приказывая ему уйти. Джуди возвращается на место, где был убит Тед, и безуспешно пытается покончить жизнь самоубийством, остановившись перед встречной машиной. Ей звонит Джен и говорит, что ей нужно приехать немедленно. Обе женщины стоят над трупом Стива, плывущим в бассейне. |            |                       |                |                            |               |

### Сезон 2 (2020)
| № общий | № в сезоне | Название                   | Режиссёр            | Автор сценария                 | Дата премьеры |
| --- | ---------- | -------------------------- | ------------------- | ------------------------------ | ------------- |
| 11 | 1          | «You Know What You Did»    | Лиза Джонсон        | Лиз Фельдман                   | 8 мая 2020    |
| Джен и Джуди ненадолго воссоединяются после того, как Джен узнает, что камера наблюдения ее соседки Карен засняла запись Стива, прибывающего в ее дом. Джен все еще злится на ложь Джуди и выгоняет ее, оставив бездомную. В конце концов они примиряются, но Джен лжет Джуди об убийстве Стива в целях самообороны, в то время как она фактически забила его до смерти в приступе гнева, когда он уходил. |            |                            |                     |                                |               |
| 12 | 2          | «Where Have You Been»      | Лиза Джонсон        | Элизабет Бенджамин             | 8 мая 2020    |
| Близнец Стива, Бен, задается вопросом о местонахождении своего брата. Джуди лжет Бену, говоря, что Стивен сбежал в Мексику после того, как его бизнес разорился из-за отмывания денег. Детектив Перес предупреждает Джен о Джуди, называя женщину «приливом» после того, как отдала Джен запретительный судебный приказ, который она подала для Джуди. |            |                            |                     |                                |               |
| 13 | 3          | «You Can't Live Like This» | Тамра Дэвис         | Кара ДиПаоло                   | 8 мая 2020    |
| Джен вспоминает о ее ночи со Стивом, когда его тело помещают в морозильную камеру в ее гараже. Джен и Джуди спорят о том, что делать с его трупом, когда замечают крыс. Джуди хочет избавиться от тела уважительным образом. Джен подумывает о том, чтобы растворить его промышленным очистителем для канализации, но передумала после тестирования на одной из крыс. В конце концов они решают похоронить его тело в Национальном лесу Анхелеса посреди ночи. |            |                            |                     |                                |               |
| 14 | 4          | «Between You and Me»       | Тамра Дэвис         | Джесси Клейн                   | 8 мая 2020    |
| Избавившиеся от тело Стива, Джен и Джуди останавливаются в шикарном отеле в выходные дни свадьбы. Там они замечают, что у мужа Карен, Джеффа, роман с другим мужчиной. Вернувшись домой, Джен и Джуди узнают, что птица, которую Генри считал своим переродившимся отцом, мертва. |            |                            |                     |                                |               |
| 15 | 5          | «The Price You Pay»        | Элизабет Аллен      | Келли Хатчинсон                | 8 мая 2020    |
| Нетерпеливый по поводу новой машины, Чарли роется в гараже своей матери и натыкается на старую машину Стива. Полагая, что это подарок на день рождения, Чарли едет на машине со своей девушкой Паркер. Джуди сближается с дочерью нового клиента, Мишель. Джен ищет облегчения у Бена, который помогает ей с болью в спине. Во время сеанса у Джен возникают воспоминания о ночи, когда она убила Стива. Отругав Чарли за кражу машины Стива, Джен поджигает ее. |            |                            |                     |                                |               |
| 16 | 6          | «You Don't Have To»        | Элизабет Аллен      | Селеста Хью                    | 8 мая 2020    |
| Джен подкупает Паркер, чтобы она удалила опубликованные в сети фотографии увеселительной прогулки с Чарли на машине Стива. Джуди испытывает серьезные чувства к Мишель, даже проводя с ней ночь. Джен и Бен тоже поладили. Генри испытывает страх сцены перед своим первым соло в христианской хоровой группе. Джен предлагает Генри бросить концерт и вместо этого отвозит его в игровой зал с Чарли, Джуди, Беном и Мишель. Ник и другие полицейские находят сгоревшую машину Стива. Во время совместной ночи Джуди и Мишель выясняется, что детектив Перес - бывшая девушка и сосед Мишель по комнате. |            |                            |                     |                                |               |
| 17 | 7          | «If Only You Knew»         | Дженнифер Гетцингер | Дэн Дитц                       | 8 мая 2020    |
| Джен и Джуди устраивают для Стива пикет, чтобы не заподозрить их. Джен убеждает Джуди расстаться с Мишель из-за ее близости к детективу Перес. На бдении Джуди находит невесту Стива Хайди на четвертом месяце беременности его ребенком, оставив ей эмоциональную неразбериху. Бен предлагает солидное вознаграждение за новости об исчезновении Стива. Позже Джен и Бен целуются. Чарли, который останавливается, чтобы выразить свою поддержку, узнает машину Стива со слайд-шоу из фотографий из спектаклей о жизни Стива. |            |                            |                     |                                |               |
| 18 | 8          | «It Had to Be You»         | Дженнифер Гетцингер | Эмма Рэтбоун                   | 8 мая 2020    |
| Работая с Беном и его матерью над продажей особняка, Джен и Бен обсуждают значение их поцелуя. Чарли вспоминает в гараже о содержимом машины Стива, в том числе небольшой чемодан с флешкой и телефоном внутри. Чарли пытается набрать номер телефона, и отвечает шеф Гастингс. Джуди навещает мать Мишель в больнице и ведет неприятный разговор с детективом Перес. Джуди, боясь потерять маму, звонит узнать о ее местонахождении. Мишель, похоже, расстается с Джуди. Позже Бен навещает Джен и признается, что чувствует с ней связь. Они обнимаются и целуются в дверном проеме, затем заходят внутрь. |            |                            |                     |                                |               |
| 19 | 9          | «It's Not You, It's Me»    | Силвер Три          | Лиз Фельдман & Келли Хатчинсон | 8 мая 2020    |
| Переспав с Беном, Джен говорит ему, что это была ошибка, и просит его уйти. Чарли обвиняет Джен в том, что она сожгла машину Стива, вспоминая, что у нее была канистра, и Джен говорит ему забыть об этом, потому что Стив был связан с опасными людьми. Джуди навещает свою мать-наркоманку в тюрьме, которая ищет ее помощи, чтобы выбраться из тюрьмы. Затем Джен узнает от Джуди, что Ник видел фотографии в Instagram, на которых Паркер и Чарли позируют возле машины Стива, а также заявляет, что есть видео с камеры слежения за автомобилем, на котором они оба вели машину в тот день, когда она была сожжена. Джен и Джуди спорят, и Джен наконец признает, что она убила Стива, потому что он оскорбил ее и предположил, что Тед намеренно бросился перед его машиной. Джен оскорбляет Джуди, говоря, что она будет любить любого, кто уделит ей внимание. Они эмоционально примиряются. На следующее утро Джен оставляет конверты для Джуди, Чарли и Генри, а затем навещает детектива Перес в её доме. |            |                            |                     |                                |               |
| 20 | 10         | «Where Do We Go from Here» | Силвер Три          | Кара ДиПаоло & Лиз Фельдман    | 8 мая 2020    |
| Джен просит Джуди быть законным опекуном мальчиков. Джен признается детективу Перес, что она убила Стива, и они едут к импровизированному месту захоронения, но не могут найти место, где находится тело. Перес получает сообщение от Ника, в котором говорится: «Мы поймали его» (Шеф Гастингс), и после того, как обе они рассказали о смерти их матерей, когда они были еще молоды, Перес решает, что она и Джен должны забыть о признании Джен. Джуди наконец получает свои картины от детектива Перес. После того, как Перес уходит, Джуди разбивает картины, чтобы забрать множество стопок 100-долларовых банкнот, спрятанных в основе. Бену звонят по телефону и он узнает, что турист и её собака нашли тело Стива. Джуди отклоняет желание матери помочь ей выбраться из тюрьмы. Джен посещает группу поддержки скорби и понимает, что никогда не горевала о смерти собственной матери. Джуди и Джен навещают Лорну, чтобы выкупить у нее ипотеку, а затем едут домой на скромной новой машине, которую Джен хочет подарить Чарли. Затем их сбивает другой автомобиль, которым, как выяснилось, управлял Бен. После того, как он посмотрел на полупустую бутылку ликера, Бен умчался. Джуди и Джен просыпаются раненые и в шоке. |            |                            |                     |                                |               |

## Производство

### Разработка
5 апреля 2018 года было объявлено, что Netflix заказал производство первого сезона из десяти эпизодов. Шоу было создано Лиз Фельдман, а в качестве исполнительных продюсеров выступили сама Фельдман, Уилл Феррелл, Адам Маккей и Джессика Элбаум.
1 апреля 2019 года было объявлено, что премьера шоу состоится 3 мая 2019 года. 3 июня 2019 года было объявлено, что сериал был продлён на второй сезон. 6 июля 2020 года сериал продлили на третий финальный сезон. Съёмки финального сезона начались 6 мая 2021 года. Но были отменены из-за нескольких случаев COVID-19, осталось ещё три недели съемок, которые отснимут в какой-то момент в 2022 году.

### Кастинг
11 июля 2018 года было объявлено, что Кристина Эпплгейт присоединилась к сериалу с одной из двух главных ролей. 3 августа 2018 года было объявлено, что Линда Карделлини присоединилась к шоу в качестве исполнительницы второй главной роли. В том же месяце было объявлено, что к актёрскому составу с постоянными ролями присоединились Макс Дженкинс и Люк Росслер. 12 сентября 2018 года было объявлено, что к шоу присоединились Джеймс Марсден и Эд Аснер. В октябре 2018 года было объявлено, что к шоу присоединились Сэм Маккарти, который исполнит одну из основных ролей, и Диана Мария Рива, которая исполнит повторяющуюся роль.

## Принятие
Первый сезон сериала получил преимущественно положительные отзывы критиков. На интернет-агрегаторе Rotten Tomatoes шоу имеет 86% свежести и оценку в 6.51 баллов из 10 на основе 36 рецензий. Metacritic дал шоу 68 баллов из 100 возможных на основе 20 рецензий, что соответствует статусу «в целом положительные отзывы».